# MMB (cryptographie)
Meilleure cryptanalyse
Eli Biham
En cryptographie symétrique, MMB (Modular Multiplication-based Block cipher) désigne un chiffrement de bloc conçu par Joan Daemen en 1993 dans le but d'améliorer IDEA. La multiplication modulaire est l'élément central de son architecture qui travaille sur un bloc de 128 bits et une clé de chiffrement de la même taille. 
Des faiblesses dans le key schedule ont été mises en évidence par Eli Biham. MMB ne résiste de plus pas à la cryptanalyse linéaire ce qui fait que MMB a été rapidement abandonné au profit d'autres chiffrements comme 3-Way. 